# Leuciris distorta
Leuciris distorta là một loài bướm đêm trong họ Geometridae.